# Лагоа-Санта (Минас-Жерайс)
Лагоа-Санта (порт. Lagoa Santa) — муниципалитет в Бразилии, входит в штат Минас-Жерайс. Составная часть мезорегиона Агломерация Белу-Оризонти. Находится в составе крупной городской агломерации Агломерация Белу-Оризонти. Входит в экономико-статистический микрорегион Белу-Оризонти. Население составляет 44 932 человека на 2007 год. Занимает площадь 231,994 км². Плотность населения — 193,68 чел./км².
Праздник города — 17 декабря.

## История
Город основан 17 декабря 1938 года.

## Статистика
- Валовой внутренний продукт на 2003 год составляет 278 485 124,00 реалов (данные: Бразильский институт географии и статистики).
- Валовой внутренний продукт на душу населения на 2003 год составляет 6545,51 реалов (данные: Бразильский институт географии и статистики).
- Индекс развития человеческого потенциала на 2000 год составляет 0,783 (данные: Программа развития ООН).

## География
Климат местности: горный тропический. В соответствии с классификацией Кёппена, климат относится к категории Cwa.

## Археология
Датский палеонтолог Петер Вильхельм Лунн обнаружил в Лагоа-Санта пещеру, наполненную костными останками людей (всего 15 скелетов) и представителей мегафауны (крупных млекопитающих), относящихся к плейстоцену. Столетие спустя, в 1970-е годы, французско-бразильский археолог Аннетта Ламинг-Амперер провела раскопки на территории муниципалитета и обнаружила здесь древнейший в Бразилии человеческий скелет возрастом около 11 тыс. лет, который получил наименование Лузия. У образцов из Caverna do Sumidouro возрастом более 10 тыс. л. н. определены Y-хромосомные гаплогруппы Q1b1-L53, Q1b1a1a-M3 (xY4308), Q1b1a1a1-M848.